# زينة مكاوي
زينة مكاوي (من مواليد 17 أكتوبر 1998، الإسكندرية) لاعبة إسكواش مصرية محترفة. تحتل المرتبة 26 في التصنيف العالمي منذ مارس 2019.

## روابط خارجية
- زينة مكاوي على موقع الاتحاد الدولي لمحترفي الاسكواش (مؤرشف) (الإنجليزية)
- زينة مكاوي على موقع SquashInfo.com (الإنجليزية)